# 百達集團
百達集團（Pictet Group）是瑞士的一家跨國私人銀行和金融服務公司，總部位於日內瓦。百達集團僱傭有約5,400名員工，並且在多國有約30個據點。百達集團創業於1805年7月23日。2011年時，百達集團是瑞士第二大資產管理公司。